# Carol Cooke
Carol Lynn Cooke (Toronto, 6 de agosto de 1961) es una ciclista, nadadora y remera australiana nacida en Canadá. Nadadora entusiasta, formó parte del equipo nacional de natación del Canadá y esperaba ser seleccionada para los Juegos Olímpicos de Moscú de 1980 antes de que su país  boicoteara los juegos. Se trasladó a Australia en 1994, donde se le diagnosticó esclerosis múltiple en 1998 y comenzó a remar en 2006, año en que por muy poco no participó en los Juegos Paralímpicos de Pekín 2008. Luego se pasó al ciclismo, donde ganó una medalla de oro en los Juegos Paralímpicos de Londres 2012 y dos medallas de oro en los Juegos Paralímpicos de Río de Janeiro 2016.

## Vida personal
Carol Lynn Cooke nació el 6 de agosto de 1961 en Toronto, Canadá. Trabajó con la Policía Metropolitana de Toronto durante 14 años, siguiendo los pasos de su familia, y estuvo algún tiempo trabajando con la brigada antidroga encubierta.  Conoció y se casó, y luego, con su marido, se trasladó a Australia en 1994. A Cooke se le diagnosticó esclerosis múltiple en 1998, justo antes de cumplir 37 años. Es embajadora de los que se ocupan de esta enfermedad. En este papel, fundó el 24 Hour Mega Swim que es un evento de natación de relevos que recauda dinero para las personas con esclerosis múltiple. A partir de 2012, trabaja como oradora motivacional y planificadora de eventos y vive en el suburbio de Northcote en Melbourne.

## Carrera deportiva

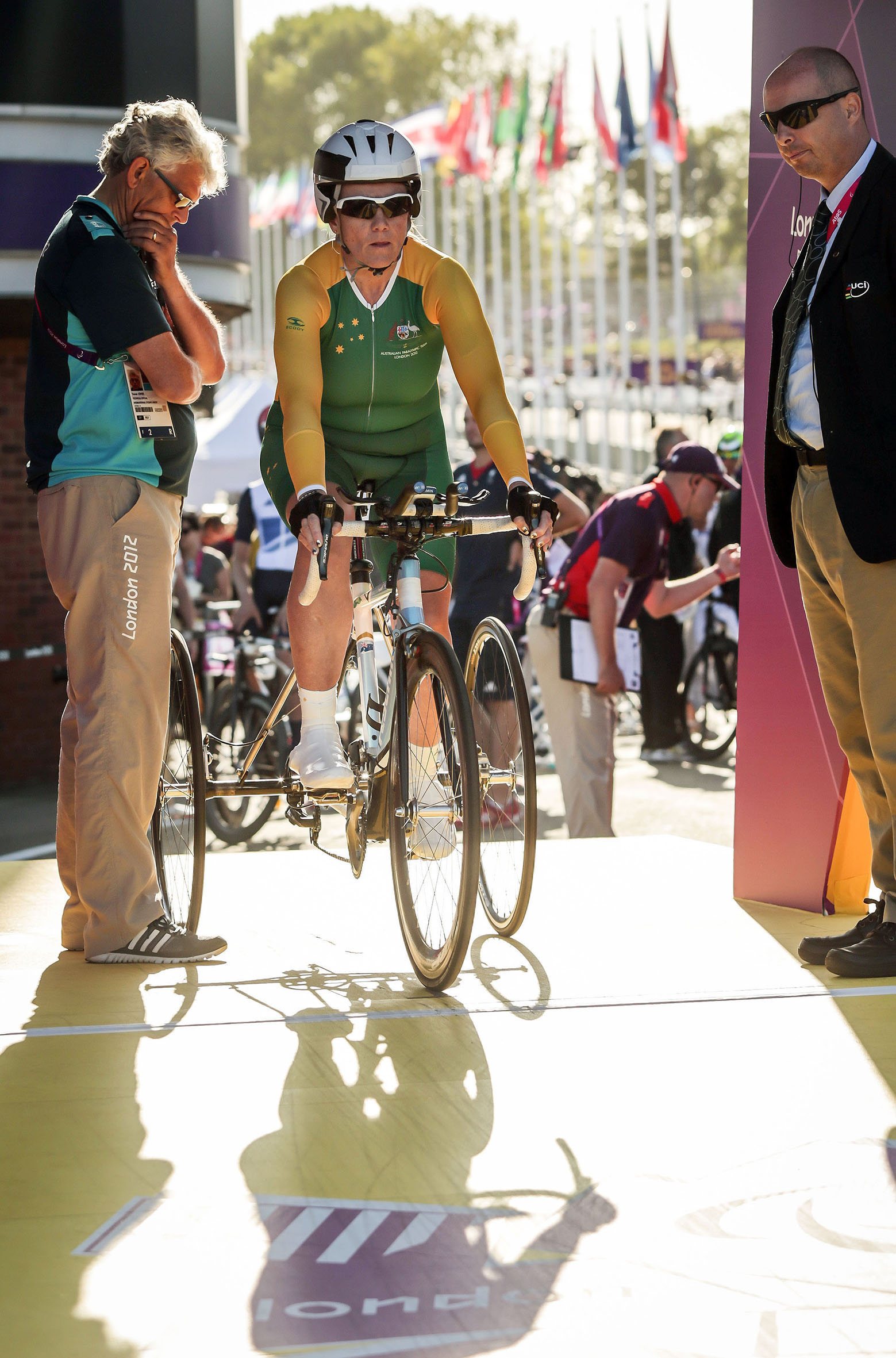
Cooke en los Juegos Paralímpicos de Londres 2012.

Cooke es una gran nadadora y esperaba formar parte del equipo canadiense para los Juegos Olímpicos de Moscú de 1980, pero no compitió porque Canadá se unió al boicot de los juegos. Luego se dedicó al triatlón, quedando en quinto lugar en su primera competición, los Juegos Mundiales de la Policía y los Bomberos de 1985. Participó en varios torneos de maestros en natación, ganando cinco medallas (cuatro de oro y una de plata) en la División de Atletas con Discapacidad en los Juegos Mundiales de Másters de 2005. En 2006, a la edad de 44 años, se clasificó para las pruebas de natación de los Juegos de la Mancomunidad de Telstra; llegó a la final del evento de multidiscapacidad de 50 m de braza.
Asistió a un día de búsqueda de talentos organizado por el Instituto Victoriano de Deportes en diciembre de 2005, donde se le recomendó que se dedicara al remo; comenzó a entrenar para este deporte en junio de 2006. Su equipo de cuatro timoneles perdió una posición en los Juegos Paralímpicos de Pekín 2008 por 0,8 segundos en el torneo clasificatorio de la Copa del Mundo de Múnich. También quedó sexta en el Campeonato Mundial de Remo de 2009.
Después se dedicó al ciclismo, comprando un triciclo «por capricho», y ganó tanto las pruebas de prueba como las de carretera en los Campeonatos Australianos de Paraciclismo en Carretera de 2011. Ganó medallas de oro en las competiciones de prueba de carretera y en las de paraciclismo en carretera en la Copa Mundial de Paraciclismo en Carretera de 2011 en Australia, medallas de plata en las mismas pruebas en los Campeonatos Mundiales de Paraciclismo en Carretera de ese año en Dinamarca, y una medalla de oro en los Juegos Paralímpicos de Londres 2012 en la prueba de contrarreloj mixto T1-2. Clasificada como ciclista T2, es entrenada por Rebecca McConnell, recibió una beca del Instituto Victoriano del Deporte, y es miembro de St. Kilda CC.
Compitiendo en los Campeonatos Mundiales de Paraciclismo en Carretera de la UCI en 2013 en Baie-Comeau, Canadá, ganó dos medallas de oro en la contrarreloj individual femenina T2 y en la ruta de carretera femenina T2. Cooke defendió con éxito los títulos en los Campeonatos Mundiales de Paraciclismo en Carretera de la UCI en 2014 en Greenville (Carolina del Sur).
En 2015, en los Campeonatos Mundiales de Paraciclismo en Carretera de la UCI, celebrados en Nottwil (Suiza), ganó una medalla de oro en la prueba de contrarreloj femenina T2 y una medalla de plata en la prueba de carretera femenina T2.
En los Juegos Paralímpicos de Río de Janeiro 2016, ganó medallas de oro en la contrarreloj femenina T1-2 y en la carrera de carretera femenina T1-2.
Cooke ganó dos medallas de oro en la contrarreloj femenina T2 y en la ruta de carretera femenina T2 en los Campeonatos Mundiales de Paraciclismo de Carretera de la UCI de 2017 en Pietermaritzburgo, Sudáfrica.
En los Campeonatos Mundiales de Paraciclismo en Carretera de la UCI de 2018 en Maniago, Italia, ganó las medallas de plata en la contrarreloj femenina T2 y en la carrera de carretera femenina T2..
En los Campeonatos Mundiales de Paraciclismo en Carretera de la UCI en 2019, en Emmen, Países Bajos, ganó medallas de oro en la prueba de contrarreloj femenina T2 y en la carrera de carretera femenina T2.

## Reconocimiento
Cooke fue nombrada la Victorian Masters' Athlete del Año 2006 por el Instituto de Deportes de Victoria. Fue añadida a las listas de Quién es quién de las mujeres australianas y victorianas en 2008 y Who's Who of Australian Women and Victorians en 2010. Recibió la Medalla del Orgullo de Australia en 2006 en la categoría de «modelo a seguir», recibió el Premio John Studdy 2009 de MS Australia y fue nombrada Socia Paul Harris por Rotary International en 2009. En 2011, recibió una mención especial en los Premios a los Voluntarios del Ministerio de Salud. En noviembre de 2013, fue nombrada paraciclista femenina de élite del año en Australia. Fue nombrada Miembro de la Orden de Australia en los Premios del Día de Australia de 2014 «por su importante servicio al deporte como medallista de oro en los Juegos Paralímpicos de Londres 2012, y por sus funciones de recaudación de fondos y representación en organizaciones sanitarias de beneficencia». En 2017, Cooke fue galardonada con el Victorian Disability Sport and Recreation Masters Sportsperson of the Year, y el Victorian Institute of Sport's top award - VIS Award of Excellence. En 2019, Cooke fue galardonada con el premio Ciclismo Femenino del Año de Australia para el ciclismo de carretera.